# Pellenes seriatus
Pellenes seriatus es una especie de araña saltarina del género Pellenes, familia Salticidae. Fue descrita científicamente por Thorell en 1875.
Habita en Azerbaiyán, Georgia, Kazajistán, Tayikistán, Uzbekistán, Bulgaria, Grecia, Italia, Macedonia del Norte, Rusia y Ucrania (Crimea).